# سورن روبرت لوند
سورن روبرت لوند (بالدنماركية: Søren Robert Lund)‏ هو مهندس معماري دنماركي، ولد في 19 يونيو 1962.